# 费欧洛日
费欧洛日（法語：Fay-aux-Loges，法語發音：[fɛ o lɔʒ]）是法国卢瓦雷省的一个市镇，位于该省中部，属于奥尔良区。

## 地理
费欧洛日（47°55'44"N, 2°8'22"E）面积26.48 平方千米，位于法国中央-卢瓦尔河谷大区卢瓦雷省，该省份为法国中北部省份，北起埃松省，西北接厄尔-卢瓦省，西南接卢瓦-谢尔省，南至涅夫勒省和谢尔省，东临约讷省，东北接塞纳-马恩省。
与费欧洛日接壤的市镇（或旧市镇、城区）包括：特赖努、多讷里、圣但尼德洛泰勒、叙利拉沙佩勒、维特里欧洛日。

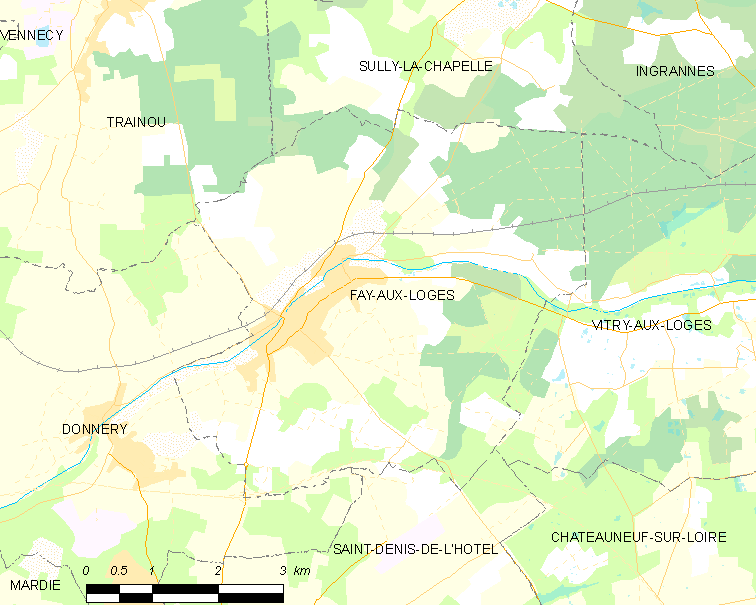
费欧洛日的OSM定位图

费欧洛日的时区为UTC+01:00、UTC+02:00（夏令时）。

## 行政
费欧洛日的邮政编码为45450，INSEE市镇编码为45142。

## 政治
费欧洛日所属的省级选区为卢瓦尔河畔新堡县。

## 人口

1962-2008年间费欧洛日人口变化图示

费欧洛日于2022年1月1日时的人口数量为3846人。